# پیکن گرو (تگزاس)
پیکن گرو (به انگلیسی: Pecan Grove) یک منطقهٔ مسکونی در ایالات متحده آمریکا است که در شهرستان فورت بند، تگزاس واقع شده‌است. پیکن گرو ۲۲٫۹ کیلومتر مربع مساحت و ۱۵٬۹۶۳ نفر جمعیت دارد و ۲۴٫۹۹ متر بالاتر از سطح دریا واقع شده‌است.